# Amadeus (trupă)
Trupa Amadeus (cunoscută și ca Amadeus Electric Quartet sau Cvartetul Amadeus) este un proiect muzical originar din București, România, care adoptă stilul classical crossover. Trupa Amadeus este alcătuită din patru muzicieni: Andreea Runceanu (vioară), Bianca Gavrilescu (vioară), Patricia Cimpoiașu (violoncel) și Laura Lăzărescu (pian).
La finalul anului 2020 au lansat un album aniversar, Joy. Cele 14 piese se încadrează în genul new age, cu influențe muzicale din genurile cinematic, gospel, contemporary classical music și muzica tradițională a mai multor culturi. Instrumentistele au colaborat pentru acest album cu compozitorul Xenti Runceanu, care semnează compoziția și producția muzicală.
În 2022 au primul lor concert în Statele Unite ale Americii. 

## Istorie
Trupa Amadeus a fost fondată în luna noiembrie 2000 de către compozitorul și producătorul muzical Adrian Ordean  și managerul artistic Florin Ionescu, primele membre fiind Andreea Runceanu (vioară), Alexandra Chișe (vioară), Cristina Filotti (pian) și Grațiela Giolu (contrabas).
Amadeus început înregistrările pentru albumul de debut, Continental, în 2001, album ce a fost produs de Adrian Ordean. Prima apariție publică a avut loc în data de 10 februarie 2001, la postul Acasă TV.
În 2002, Amadeus a lansat primul album - Continental și videoclipul piesei Andaluzia. Pe 1 Decembrie Amadeus a concertat pentru militarii români din baza militară americană aflată în Afganistan.
În 2003 au lansat albumul Meridian și videoclipul piesei King of the Fairies
În 2004, Amadeus a concertat în deschiderea spectacolului lui Jose Carreras din București. A urmat o serie de concerte în Cipru, Singapore, Italia, Israel, Franța, Spania, Germania, Turcia, Algeria. În același an, Amadeus a susținut un concert în Dublin, Irlanda, în cadrul evenimentului care a marcat aderarea României la Uniunea Europeană.
În 2004, Alina Dinică a adus un nou instrument în trupă, violoncelul, iar Grațiela Giolu a părăsit trupa.
În 2005, trupa a lansat un nou album, Freedom, și a concertat în cadrul evenimentului Formula 1 Awards din Vienna, Austria.
În 2007, Patricia Cimpoiașu a înlocuit-o pe Alina Dinică, cea din urmă alegând să își continue studiile muzicale la Academia de Muzică din Milano, Italia. Patricia se afla, la acea dată, în ultimul an la liceul de muzică George Enescu din București. La sfârșitul anului 2007, Amadeus a lansat un album nou, The Island și primul featuring cu o cântăreață, Roxana Iacob, cea care a compus și a interpretat piesele Up into the Sky, My Eden is You. Noile piese au fost interpretate în anul 2008 în Piața San Marco din Veneția, în timpul Carnavalului de la Veneția.
În 2009 au lansat albumul 24 de ore.
În 2010, Amadeus a încheiat colaborarea cu Adrian Ordean și cu orice casă de discuri, și devine artist independent. Amadeus încep colaborarea muzicală cu compozitorul și producătorul Xenti Runceanu. Amadeus a reprezentat România în cadrul World Expo Shanghai, printr-un concert.
În 2011 lansează piesa Up pentru care filmează un videoclip în Sicilia, Italia. 
În 2014, trupa se scindează în două, iar Andreea și Patricia continuă activitatea muzicală sub același nume cu două noi colege - Bianca Gavrilescu (vioară) și Naomi Anelis (pian). 
Începând cu anul 2014, Amadeus a început să cânte și muzică vocală, iar celor patru membre li s-au alăturat în formula de scenă încă doi instrumentiști: Xenti Runceanu (clape) și Radu Moldovan (baterie). Trupa a lansat noi piese precum Unstoppable, Earth Song, E ziua noastră și coveruri ale unor piese românești și internaționale precum Fericirea are chipul tău (Mihaela Runceanu), Derniere Danse (Indila), She’s The One (Robbie Williams), November Rain.
În 2014 și 2015, Amadeus a concertat în cadrul unor evenimente internaționale   precum Horyou Village - Festivalul Internațional de Film de la Cannes, Bienala de Artă de la Veneția, balul Caritabil al St. George Lodge, Nigeria, dar și la alte evenimente din Istanbul, Cairo, Londra, Casablanca, Sardinia, Soma Bay, Astana.
In August 2015, Amadeus a concertat in Balti, Republica Moldova, alături de Orchestra Națională din Moldova.
În 2015, Amadeus a fost premiată cu trofeul Cea mai de succes trupă românească la nivel internațional.
În 2017, Naomi Anelis a fost înlocuită de pianista Laura Lăzărescu, alături de care fetele au lansat în anul 2018 videoclipul piesei Perfect.
Din anul 2018 Amadeus poartă titlul de Yamaha Music Europe Artist. 
În anul 2019 au lansat videoclipul reinterpretării după piesa lui Falco - Rock Me Amadeus, iar în 2020 Esperanza, Oasis, Aether - in colaborare cu percuționistul maldivian Faizan. 
La finalul anului 2020 au lansat un album aniversar, Joy, și și-au anunțat implicarea în lupta contra violenței domestice.
În vara anului 2022 deschid concertul Hooverphonic de la Arenele Romane , participă la Marmaris Intertational Art and Culture Festival Arhivat în 28 martie 2023, la Wayback Machine. , la Living Rock Festival Arhivat în 28 martie 2023, la Wayback Machine.  și au primul lor concert în Statele Unite ale Americii, la Meadow Brook Hall, în Rochester, Michigan. 

## Membri
- Andreea Runceanu – membru fondator, vioară, voce: 2000 - prezent
- Patricia Cimpoiașu - violoncel, voce de fundal: 2007 - prezent
- Bianca Gavrilescu - vioară, voce de fundal: 2014 - prezent
- Laura Andreea Lăzărescu - pian, voce: 2017 - prezent
- Xenti Runceanu - compozitor, producător muzical, clape, voce: 2010 - prezent
- Radu Moldovan - baterie - 2014 - prezent

Membri în formulele anterioare:
- Naomi Anelis - pian, keyboards: 2014 - 2017
- Alina Dinică (violoncel): 2004 - 2007
- Cristina Filotti - membru fondator (keyboards): 2000 - 2014
- Alexandra Chise - membru fondator (vioară): 2000 - 2014
- Grațiela Giolu - membru fondator (contrabas): 2000 - 2004

## Albume
- Continental (2002)
- Meridian (2003)
- Freedom (2004)
- The Island (2007)
- 24 Ore (2009)
- Joy (2020)